# Peter Hinz (Politiker)
Peter Hinz (* 10. April 1958 in Stuttgart) ist ein deutscher Politiker (CDU).

## Leben
1978 bestand er sein Abitur am Johannes-Kepler-Gymnasium Leonberg. Nachdem er 1983 an der Eberhard Karls Universität Tübingen sein Studium der Rechtswissenschaften begonnen hatte, bestand er 1988 sein erstes juristisches Staatsexamen und 1990 sein zweites juristisches Staatsexamen. Hinz promovierte 2003 zum Thema Das Behandlungsverhältnis zwischen Vertragsarzt und Patient in der gesetzlichen Krankenversicherung an der Universität Leipzig.
Über Platz 16 der Landesliste Baden-Württemberg wurde Hinz bei der Bundestagswahl 2013 in den Deutschen Bundestag gewählt. Zwei Tage nach der Wahl lehnte er jedoch aus persönlichen Gründen den Erwerb der Mitgliedschaft im Bundestag ab, wodurch Kordula Kovac als Listennachfolgerin statt seiner in den Bundestag einzog.
Seit 1990 ist er Mitglied des Corps Rhenania Tübingen.